# Florence Berthout
Pour les articles homonymes, voir Berthout.
Florence Berthout, née le 25 juin 1962 à Houdan (Yvelines), est une femme politique française, personnalité du monde de la culture, maire du 5e arrondissement de Paris depuis 2014.
Haut fonctionnaire, elle est conseillère de Roger Romani sous la seconde cohabitation, puis de Jean-François Copé et Dominique de Villepin sous la présidence de Jacques Chirac. Elle est successivement conseillère des 1er (2001-2008) et 5e arrondissement, dont elle est maire depuis 2014, et sans discontinuer conseillère de Paris. Elle est simultanément conseillère régionale d'Île-de-France de 2004 à 2010 et, de nouveau, sous le premier mandat de Valérie Pécresse.
Elle dirige d'abord le parc et la grande halle de la Villette puis le Fonds régional d'art contemporain avant d'être nommée administratrice culturelle du domaine de Villarceaux. Elle est par ailleurs chroniqueuse littéraire sur RCJ.

## Biographie

### Jeunesse
Née d'un père exploitant agricole en Haute-Vienne, Florence Berthout est l'aînée d'une famille de quatre enfants.

### Études et carrière professionnelle
Elle est diplômée de l'Institut d'études politiques de Bordeaux et de l'Institut régional d'administration de Lille.
Elle entre en 1987 dans l'administration publique, au sein de la Caisse des dépôts et du Crédit local de France. Entre 1993 et 2007 elle travaille dans les ministères, d'abord auprès de Roger Romani. Elle poursuit sa carrière auprès de Jean-François Copé, puis de Dominique de Villepin au ministère de l'Intérieur et à Matignon en tant que conseillère parlementaire.
En parallèle de ses fonctions d'élue, Florence Berthout est depuis 2023 administratrice du domaine de Villarceaux (Val-d'Oise), nommée par la présidente de région Île-de-France Valérie Pécresse. Interrogée par la presse, elle confirme que les cumuls de fonction « ne lui posent aucun problème d'emploi du temps ».

### Parcours politique

#### Élection à la mairie du5earrondissement de Paris
Florence Berthout est tout d'abord élue conseillère de Paris en 2001 sur la liste de Jean-François Legaret, maire du 1er arrondissement de Paris. Elle est réélue en 2008.
En 2014, elle obtient la tête de liste de l'UMP pour les élections municipales de 2014 dans le 5e arrondissement de Paris. Au premier tour, elle s’oppose à la liste de Dominique Tiberi, fils du maire sortant Jean Tiberi,, sur une liste investie par Nathalie Kosciusko-Morizet. Les deux listes fusionnent et Florence Berthout est élue maire de cet arrondissement, au second tour.

#### Engagement pour l'élection présidentielle de 2017
Elle apporte son soutien à Bruno Le Maire durant la campagne pour la présidence de l'UMP de 2014. Elle avait travaillé avec lui auprès de Dominique de Villepin. Elle le soutient également pour la primaire présidentielle des Républicains de 2016. En septembre 2016, elle est nommée directrice de campagne régionale pour Paris.
Le 2 mars 2017, dans le cadre de l'affaire Fillon, elle renonce à soutenir le candidat LR François Fillon à l'élection présidentielle. Dans l'entre-deux-tours, qui oppose Marine Le Pen à Emmanuel Macron, elle annonce qu'elle votera pour le candidat En marche. Elle soutient Nathalie Kosciusko-Morizet dans sa tentative infructueuse de succéder à François Fillon, comme députée de la circonscription.

#### Opposition à Anne Hidalgo
Le 6 juillet 2017, elle est élue présidente du groupe Les Républicains (LR) au Conseil de Paris ; elle succède à ce poste à Nathalie Kosciusko-Morizet, fragilisée par sa défaite aux législatives. Le groupe est par la suite renommé Les Républicains et indépendants (LRI). En tant que chef de l'opposition, Florence Berthout s'investit « sans concession » contre la politique de la maire de Paris, Anne Hidalgo.
Elle dénonce notamment la piétonisation des voies sur berges, et défend la réouverture à la circulation de ces voies, en semaine. Elle souligne le danger qu'il y a, « en cas d’attentat », à ce que cette voie soit fermée. Elle estime que cette piétonisation revient à restaurer des « barrières héritées d’un autre âge », et contribue à « interdire Paris aux pauvres ». À partir de 2016, elle critique le réaménagement de la place du Panthéon, qui implique la disparition de 144 places de stationnement. Elle s'oppose aux modalités de paiement du stationnement dans Paris, qu'elle estime être un « racket ».
En mai 2018, elle publie un pamphlet visant à dénoncer la communication de la mairie de Paris, qu'elle qualifie de « novlangue au sens de George Orwell ». Elle s'inquiète des restrictions que provoquerait le passage en zone 30 d'un quartier de son arrondissement.
Elle quitte Les Républicains le 10 juin 2019, dénonçant « un rétrécissement idéologique », puis fin juin le groupe LRI, dont elle était présidente, pour le groupe 100 % Paris, présidé par Pierre-Yves Bournazel. Le 22 mars 2019, elle lance sa campagne pour sa réélection en 2020. Durant l'hiver, elle s'encarte à La République en marche (LREM) et annonce son soutien aux élections municipales à Agnès Buzyn, la candidate du parti.
La liste qu'elle conduit dans le 5e arrondissement arrive en tête du premier tour, avec 28,5 %. En vue du second tour, elle fusionne sa liste avec celle investie par LR conduite par Anne Biraben-Fosseux (17,3 %). Elle annonce alors son soutien à la candidate LR à la mairie de Paris Rachida Dati et quitte LREM pour être désignée divers droite. Au second tour, sa liste l'emporte avec 51,9 % des voix face à celle de l’union de la gauche conduite par Marie-Christine Lemardeley.
À la suite de l'élection municipale de 2020, elle décide finalement de siéger au sein du groupe d'opposition « Indépendant et Progressiste », réunissant des élus de la majorité présidentielle, et non au sein du « Groupe Changer Paris », alors présidé par Rachida Dati. En 2024, elle rejoint le groupe « Union Capitale » au Conseil de Paris, nouvellement créé et réunissant des élus LR et Horizons.

#### Élections régionales de 2015
Le 13 décembre 2015, Florence Berthout est élue conseillère régionale d'Île-de-France, sur la liste de Valérie Pécresse. Elle est réélue le 7 février 2019 à la présidence du conseil d'administration du Fonds régional d'art contemporain d'Île-de-France.

#### Élections régionales de 2021
En décembre 2020, avec plusieurs élus de centre droit « Macron-compatibles », elle apporte son soutien à la présidente sortante de la région Île-de-France Valérie Pécresse en vue des élections régionales de 2021, alors que LREM envisage de présenter une liste autonome lors de ce scrutin. Elle est mandatée par Valérie Pécresse pour relancer le domaine de Villarceaux dans le Val-d'Oise, avant d'en être nommée administratrice en 2023.

### Engagements pour les arts
En 2007, elle est nommée directrice générale de l'Établissement public du parc et de la grande halle de la Villette, qu'elle dirige pendant près de neuf ans, jusqu'en 2016. C'est à cette date qu'elle devient présidente du Fonds régional d’art contemporain Île-de-France, en même temps qu’elle commence à animer une émission littéraire hebdomadaire sur la station de radio de la Communauté Juive (RCJ).
Un an après avoir succédé à Jean Tiberi, elle lance Quartier du livre, un festival de littérature qu'elle veut « à la fois exigeant et populaire, pouva[n]t aussi contribuer à réconcilier les intellectuels et les commerçants, des Parisiens et Parisiennes qui ne lisent plus de livres, n’achètent plus de journaux ». En effet, selon Florence Berthout, « il faut faire entrer les publics les plus éloignés de la culture par la chair, au sens littéral du terme. J’ai la faiblesse de penser qu’on peut aimer un livre, dans un premier temps, sans y comprendre grand-chose, grâce aux images qu’il génère, en raison des conditions ou du lieu où on l’a lu… » C'est pourquoi elle a décidé de placer, au cœur de cet événement, la médiation culturelle.
Elle reconnaît que, comme femme politique, son engagement pour les arts ne va pas de soi aux yeux des autres : « Le politique est effectivement toujours un peu suspect quand il s’intéresse de près à la culture. C’est tout le paradoxe ! Souvent, on reproche aux femmes et aux hommes politiques de ne pas s’intéresser à la culture, mais quand ils s’y intéressent sincèrement, avec beaucoup d’énergie, il y a toujours une forme de suspicion. »

### Vie privée
Mère de deux filles, elle est mariée avec le restaurateur Didier Désert, propriétaire de l'Ambassade d'Auvergne dans le 3e arrondissement de Paris.

## Synthèse des résultats électoraux

### Élections municipales
Les résultats ci-dessous concernent uniquement les élections où elle est tête de liste.
| Année | Liste | Liste                                      | Commune  | 1er tour | 1er tour | 1er tour | 2d tour | 2d tour | 2d tour | Sièges obtenus | Sièges obtenus | Sièges obtenus |
| Année | Liste | Liste                                      | Commune  | Voix     | %        | Rang     | Voix    | %       | Rang    | CA             | CP             | MGP            |
| ----- | ----- | ------------------------------------------ | -------- | -------- | -------- | -------- | ------- | ------- | ------- | -------------- | -------------- | -------------- |
| 2014  |       | UMP-UDI-MoDem                              | Paris 5e | 6 336    | 28,49    | 2e       | 11 720  | 51,29   | 1re     | 8 / 10         | 3 / 4          |                |
| 2020  |       | LREM (premier tour) puis DVD (second tour) | Paris 5e | 4 987    | 28,49    | 1re      | 8 457   | 51,91   | 1re     | 11 / 14        | 3 / 4          | 1 / 1          |

## Distinctions
- Chevalière de la Légion d'honneur (2012)[47]
- Officière de l'ordre des Arts et des Lettres (2019)[48]
  -  Chevalière de l'ordre des Arts et des Lettres